# Ribaforada
Ribaforada è un comune spagnolo di 3 291 abitanti situato nella comunità autonoma della Navarra.